# Daniel Œhlert
Pour les articles homonymes, voir Œhlert.
Daniel Victor Œhlert (né le 1er novembre 1849 à Laval où il est mort le 17 septembre 1920) est un scientifique français. Ses fonctions de bibliothécaire, puis de conservateur des musées d'archéologie et d'histoire naturelle de Laval, lui permettent de se consacrer à la paléontologie et à la géologie. Sa femme est sa principale collaboratrice et souvent l'inspiratrice de ses études scientifiques. C'est un spécialiste reconnu des faunes paléozoïques de l'Ouest de la France.

## Biographie

### Origine et famille
Son grand-père est Jean-Daniel Œhlert (ou Öhlert), dit le Grand-Pierrot ou le Grand-Allemand (° 6 juillet 1765 Ostheim - † 5 décembre 1814), est un militaire qui s'illustra particulièrement lors de la Chouannerie en Mayenne. Son père est Victor Henri Œhlert (1803-1883), propriétaire négociant et sa mère est Adèle Féron (1820-1895).
Il s'est marié avec Pauline Crié (1854-1911) en 1874 à Laval. Ils n'ont pas eu d'enfants.
Pauline Œhlert est une collaboratrice infatigable pour son mari. Avec elle, il parcourut tous les coins de la région, il fit tous ses voyages en France et à l'étranger, il rassembla tous les matériaux paléontologiques, base de leurs travaux. Ensemble, ils effectuèrent le classement des collections du Musée, ainsi que la rédaction tous leurs mémoires. Leur collaboration se traduisait par la signature D.-P. OEhlert (Daniel-Pauline).
À la mort de sa femme, il ne s'occupa plus que d'archéologie. Il entreprit alors de restaurer, presque entièrement à ses frais, le château de Laval. Il employa toute son activité à la restauration de ce monument historique. Il y meurt sur sa demande en 1920.
Par testament, il a laissé à la ville de Laval tout ce qui lui en restait, pour achever son œuvre et installer dans le château transformé en musée, ses collections. Il a légué à d'autres une partie de sa bibliothèque ; les livres sur les brachiopodes ont été légués à Louis Joubin.

### Bibliothécaire
En 1871, il est nommé bibliothécaire surnuméraire de la ville de Laval ; puis en 1874 bibliothécaire-adjoint, et en 1883 titulaire. En 1894, il abandonne la Bibliothèque après l'avoir considérablement enrichie, pour ne conserver que l'administration du Musée archéologique et paléontologique de Laval.

### Géologie
Président de la Société géologique de France, fondateur d’une revue de paléontologie, il a été bibliothécaire titulaire de Laval. Il est conservateur du Musée archéologique et paléontologique de Laval en janvier 1872.
En mai 1884, il entre au Service de la Carte géologique de France en qualité de collaborateur adjoint, puis en juin 1889 comme collaborateur principal.

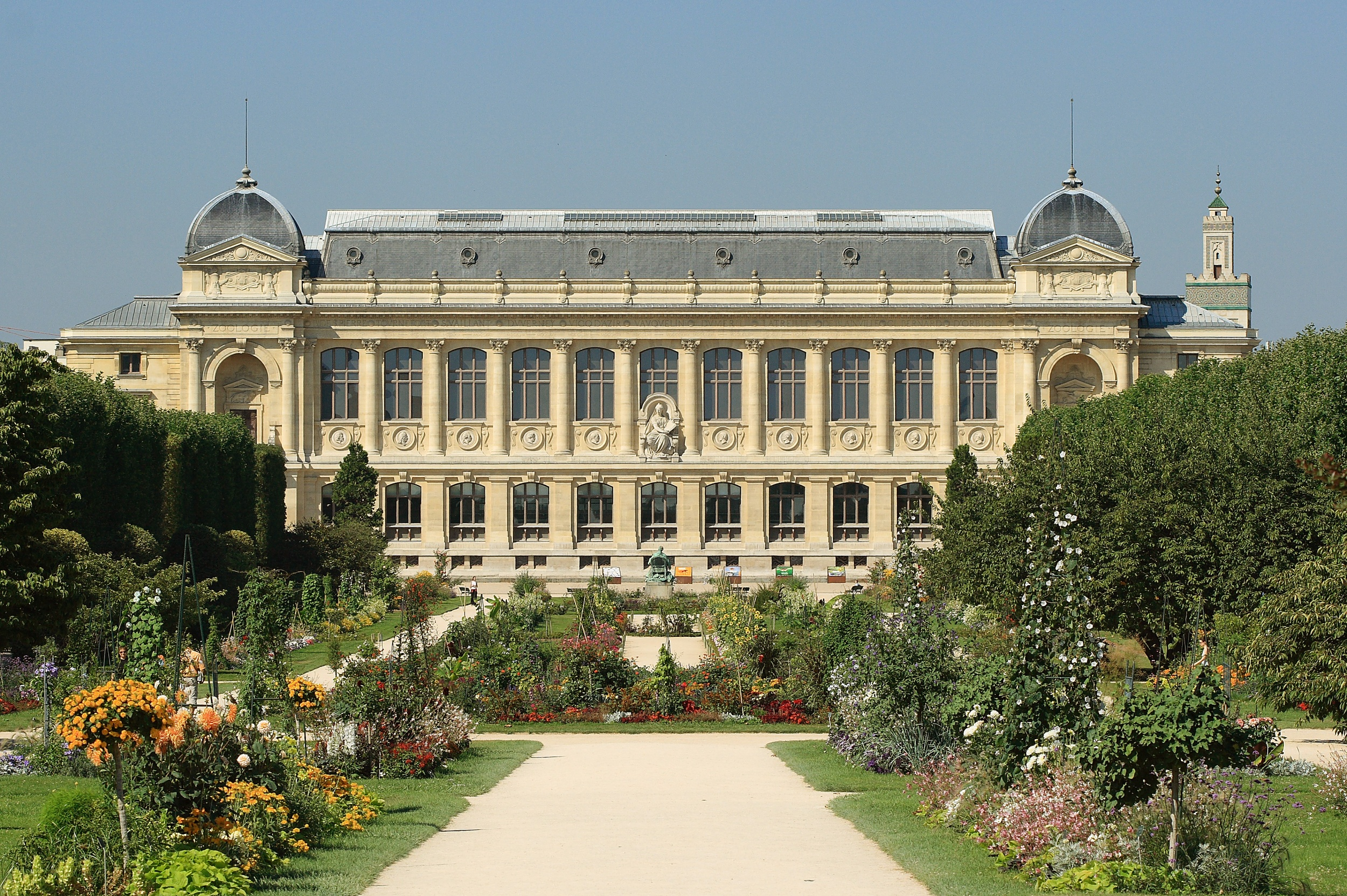
Muséum national d'histoire naturelle.

Chaque année en hiver, le couple Œhlert passait plusieurs mois à Paris dans le laboratoire de Paléontologie du Muséum national d'histoire naturelle et dans celui de Géologie de la Faculté des Sciences à la Sorbonne. Ils nouent des amitiés avec Paul Henri Fischer et Ernest Munier-Chalmas.
En 1910, Daniel Œhlert redevient vice-président de la Société géologique de France, poste qu'il occupa déjà en 1891 en même temps que son épouse Pauline Crié. En janvier 1911, il est élu président, mais son épouse décède peu de temps après.
Le couple est ami et disciple d'Edmond Hébert et d'Albert Gaudry, d'Auguste Michel Lévy et de Marcel Bertrand, d'Albert de Lapparent et d'Ernest Munier-Chalmas. Au plan international, Daniel Œhlert a eu des échanges avec des chercheurs d'Amérique du Nord comme les stratigraphes et paléontologues James Hall (1811-1898), élu en 1884 correspondant étranger de l'Académie des Sciences de Paris, et John M. Clarke (1857-1925), tous deux ayant été directeurs du New York State Museum.
Il fut élu en 1900 Correspondant de l'Académie des Sciences dans la section de géologie. Il est nommé en 1895 Chevalier de la Légion d'honneur, puis Officier de la Légion d'honneur en 1912. Il est membre titulaire de Mayenne-Sciences ; membre de la Société géologique et minéralogique de Bretagne (1920).

### Travaux
Il a travaillé principalement sur les peuplements des mers paléozoïques de l'Ouest de la France. Il a fait de très nombreuses découvertes paléontologiques en Mayenne. Il se consacra plus particulièrement à l'étude des Crinoïdes, des Trilobites et surtout des Brachiopodes. Sa collection est déposée au Musée des Sciences de Laval.
En 1877 que, Daniel Œhlert publie Sur les fossiles dévoniens du département de la Mayenne dans le Bulletin de la Société géologique de France. Il y a ensuite une centaine de travaux qui suivent jusqu'en 1911, date du décès de son épouse.
Daniel Œhlert a participé à :
- la publications des résultats[16] des expéditions scientifiques du Travailleur et du Talisman pendant les années 1880, 1881, 1882 et 1883.
- la publications des résultats[17] lors des premières croisières de l'Hirondelle lors des campagnes scientifiques d'Albert Ier de Monaco.
- la rédaction du Dictionnaire historique, topographique et biographique de la Mayenne, de l'Abbé Angot : à propos de chaque localité, Œhlert a rédigé une note géologique.
- la rédaction des documents scientifiques produits par l'expédition Première expédition Charcot, dirigée par Jean-Baptiste Charcot pour la partie sur les brachiopodes : Vers et brachiopodes (1908)
- lorsque Paul Henri Fischer édita son Manuel de Conchyliologie, il chargea D.-P. OEhlert de rédiger un important complément sur les Brachiopodes.
- la publication, sous forme de fiches séparées, des descriptions originales et des photographies des types fondamentaux d'animaux fossiles. C'était la Paloeonlologia universalis[18]

## Œuvres
- L'ensemble des publications de Daniel Œhlert
- Daniel Œhlert est l'auteur de l'appendice Brachiopodes du Manuel de conchyliologie et de paléontologie conchyliologique de Paul Henri Fischer (1880-1887)  Réédition de l'ouvrage "Manuel de conchyliologie et de paléontologie conchyliologique (3 tomes)" (1880-1887).

## Publications
- Œhlert D. (1877).- Sur les fossiles dévoniens du département de la Mayenne.- Bulletin de la Société géologique de France, Paris, (3) vol. 5, p. 578-603, pl. 9-10.
- Œhlert D. (1878).- Description de deux nouveaux genres de Crinoïdes du terrain dévonien de la Mayenne.- Bulletin de la Société géologique de France, Paris, (3) t. VII, p. 6-10, pl. 1-2.
- Œhlert D. & Davoust M. (1879).- Sur le Dévonien du département de la Sarthe.- Bulletin de la Société géologique de France, Paris, (3) t. VII, p. 697-717, pl. 8-10.
- Œhlert D. (1880).- Note sur le calcaire de Saint-Roch à Changé, près Laval.- Bulletin de la Société géologique de France, Paris, (3) t. VIII, p. 270-276.
- Œhlert D. (1880).- Note sur un nouvel horizon dans le terrain dévonien du département de Maine-et-Loire.- Bulletin de la Société géologique de France, Paris, (3) t. VIII, p. 276-278.
- Œhlert D. (1880).- Les Brachiopodes siluriens de la Bohême d'après les travaux de M. Barrande.- Journal de Conchyliologie, Paris, vol. 28, p. 86-95.
- Œhlert D. (1880).- La position systématique des Brachiopodes d'après les travaux de M. Morse.- Journal de Conchyliologie, Paris, vol. 28, p. 109-135.
- Œhlert D. (1880).- Position systématique des Brachiopodes d'après M. Dall.- Journal de Conchyliologie, Paris, vol. 28, p. 216-234.
- Œhlert D. (1881).- Présentation d'un Mémoire paléontologique sur les fossiles dévoniens de l'Ouest de la France.- Bulletin de la Société géologique de France, Paris, (3) t. IX, p. 213-214.
- Œhlert D. (1881).- Présentation d'une Note paléontologique sur des fossiles provenant des calcaires de Montjean-Chalonnes, dans le département de Maine-et-Loire.- Bulletin de la Société géologique de France, Paris, (3) t. IX, p. 219-220.
- Œhlert D. (1881).- Documents pour servir à l'étude des faunes dévoniennes dans l'Ouest de la France.- Mémoire de la Société géologique de France, Paris, (3) vol. 2, p. 1-38, pl. 1-6.
- Œhlert D. (1881).- Description d'un nouveau genre de Lamellibranche (Guerangeria) du terrain dévonien inférieur.- Bulletin de la Société d'Études scientifiques d'Angers, vol. 10, p. 225-228, 1 pl.
- Œhlert D. (1881).- Rapport sur les Brachiopodes du Challenger, d'après Thomas Davidson.- Journal de Conchyliologie, Paris, (3) vol. 21 (1), p. 61-67.
- Œhlert D. (1882).- Note sur le calcaire de Montjean et Chalonnes (Maine-et-Loire).- Annales des Sciences géologiques, Paris, vol. 12, article 2, p. 1-12, pl. 4-5.
- Œhlert D. (1882).- Sur l'existence de schistes à nodules à Calymene tristani et de schistes ampéliteux dans le nord de la Mayenne.- Bulletin de la Société géologique de France, Paris, (3) t. X, p. 239.
- Œhlert D. (1882).- Sur le Silurien du nord-est du département de la Mayenne.- Bulletin de la Société géologique de France, Paris, (3) t. X, p. 349-352.
- Œhlert D. (1882).- Note sur quelques Crinoïdes nouveaux du Dévonien de la Sarthe et de la Mayenne.- Bulletin de la Société géologique de France, Paris, (3) t. X, p. 352-363, pl. 8-9.
- Œhlert D. (1882).- Notes géologiques sur le département de la Mayenne.- Bulletin de la Société d'Études scientifiques d'Angers, 1881-1882, vol. 11-12, p. 225-370.
- Œhlert D. (1882).- Notes géologiques sur le département de la Mayenne, accompagnées d'une carte géologique par J. Triger.- Œhlert (éd.), Imprimerie Germain & Grassin, Angers, 148 p.
- Œhlert D. (1883).- Note sur Terebratula (Centronella) Guerangeri.- Bulletin de la Société d'Études scientifiques d'Angers, vol. 13, p. 59-69, pl. 1-2.
- Œhlert D. (1883).- Présentation d'une étude géologique sur la Mayenne.- Bulletin de la Société géologique de France, Paris, (3) t. XI, p. 513-514.
- Œhlert D. (1883).- Note sur les Chonetes dévoniens de l'Ouest de la France.- Bulletin de la Société géologique de France, Paris, (3) t. XI, p. 514-528, pl. 14-15.
- Œhlert D. (1883).- Description de deux nouvelles espèces d'Acroculia du Dévonien inférieur de la Mayenne.- Bulletin de la Société géologique de France, Paris, (3) t. XI, p. 602-609, pl. 11.
- Œhlert D. (1883).- Nécrologie de H. Le Tissier.- Cabinet historique, 29e année, p. 187.
- Œhlert D. & Deniker J. (1883).- Observations sur le développement des Brachiopodes, d'après Kowalevski.- Archives de Zoologie expérimentale et générale, Paris, (2) vol. 1, p. 57-76.
- Œhlert D. (1884).- Études sur quelques Brachiopodes dévoniens, Rhynchonella et Uncinulus.- Bulletin de la Société géologique de France, Paris, (3) t. XII, p. 411-441, pl. 18-22.
- Œhlert D. (1885).- Description de deux Centronelles du Dévonien inférieur de l'Ouest de la France.- Bulletin de la Société d'Études scientifiques d'Angers, vol. 14, p. 22-28, 1 pl.
- Œhlert D. (1885).- Description de Goldius Gervillei.- Bulletin de la Société d'Études scientifiques d'Angers, vol. 15, p. 113-119, 1 pl.
- Œhlert D. (1885).- Étude sur quelques trilobites du groupe des "Proetidae".- Bulletin de la Société d'Études scientifiques d'Angers, vol. 15, p. 121-143, 2 pl.
- Œhlert D. (1886).- Failles et filons des environs de Montsûrs.- Bulletin de la Société géologique de France, Paris, (3) t. XIV, p. 526-549, 6 fig.
- Œhlert D. (1886).- Étude sur quelques fossiles dévoniens de l'Ouest de la France.- Annales des Sciences géologiques, Paris, vol. 19, p. 1-80, pl. 1-5.
- Œhlert D. (1886).- Manuscrits de la bibliothèque de Laval.- Catalogue général des manuscrits des bibliothèques publiques de France des Départements, Paris, nouvelle série, tome IV, p. 349-369.
- Œhlert D. (1887).- Sur les oscillations qui se sont produites pendant la période primaire dans le bassin de Laval.- Comptes-Rendus de l'Académie des Sciences de Paris, vol. 52, p. 528-529.
- Œhlert D.-P. (1887).- Brachiopodes du Dévonien de l'Ouest de la France.- Bulletin de la Société d'études scientifiques d'Angers, vol. 17, p. 57-64, pl. 5.
- Œhlert D.-P. (1887).- Description de quelques espèces dévoniennes du département de la Mayenne.- Bulletin de la Société d'études scientifiques d'Angers, vol. 17, p. 65-120, pl. 6-10.
- Œhlert D.-P. (1887).- Appendice : Brachiopodes ; notions sur l'anatomie et la physiologie des brachiopodes. In : Fischer P. (éd.), Manuel de conchyliologie et de paléontologie conchyliologique ou, Histoire naturelle des mollusques vivants et fossiles.- Savy, Paris. p. 1189 à 1334, fig. 892-1138, pl. 15.
- Œhlert D.-P. (1887).- Brachiopodes.- Annuaire géologique universel, Paris, vol. 3, p. 162-180.
- Œhlert D.-P. (1888).- Notice nécrologique sur M. de Koninck.- Bulletin de la Société géologique de France, Paris, (3) t. XVI, p. 466-477.
- Œhlert D.-P. (1888).- Note sur quelques Pélécypodes dévoniens.- Bulletin de la Société géologique de France, Paris, (3) t. XVI, p. 633-663, pl. 13-16.
- Œhlert D.-P. (1888).- Molluscoïdes : Brachiopodes.- Annuaire géologique universel, Paris, vol. 4, p. 795-814.
- Œhlert D.-P. (1889).- De la constitution du Silurien dans la partie orientale du département de la Mayenne.- Comptes-Rendus de l'Académie des Sciences de Paris, vol. 58, p. 1262-1264.
- Œhlert D.-P. (1889).- Faune dévonienne d'Angers.- Bulletin de la Société géologique de France, Paris, (3) t. XVII, p. 656-657.
- Œhlert D.-P. (1889).- Molluscoïdes-Brachiopodes.- Annuaire géologique universel, Paris, vol. 5, p. 1135-1157.
- Œhlert D.-P. (1889).- Note sur les terrains paléozoïques des environs d'Eaux-Bonnes.- Bulletin de la Société géologique de France, Paris, (3) t. XVII, p. 425-434.
- Fischer P. & Œhlert D.-P. (1890).- Brachiopodes provenant des campagnes de l'"Hirondelle" en 1886, 1887, 1888 (Golfe de Gascogne, Açores, Terre-Neuve).- Bulletin de la Société zoologique de France, Paris, vol. 4, p. 118-121.
- Fischer P. & Œhlert D.-P. (1890).- Sur la répartition stratigraphique des Brachiopodes de mer profonde, recueillis durant les expéditions du "Travailleur" et du "Talisman".- Comptes-Rendus de l'Académie des Sciences de Paris, vol. 61, p. 247-249.
- Fischer P. & Œhlert D.-P.- (1890).- Diagnoses de nouveaux Brachiopodes.- Journal de Conchyliologie, Paris, vol. 38, p. 70-74.
- Œhlert D.-P. (1890).- Note sur différents groupes établis dans le genre Orthis et en particulier sur Rhipidomella, Œhlert (= Rhipidomys, Œhlert, Olim).- Journal de Conchyliologie, Paris, vol. 38, p. 366-374.
- Œhlert D.-P. (1890).- Sur le Dévonien des environs d'Angers.- Bulletin de la Société géologique de France, Paris, (3) t. XVII, p. 742-791, pl. 18-21.
- Œhlert D.-P. (1890).- Note sur les terrains découverts dans la Mayenne (les Couevrons et la Charnie).- Bulletin de la Société géologique de Normandie, Le Havre, vol. 13, p. 69.
- Fischer P. & Œhlert D.-P. (1891).- Brachiopodes. In : Milne-Edwards A. (éd.), Expéditions scientifiques du "Travailleur" et du "Talisman" pendant les années 1880, 1881, 1882, 1883.- Masson, Paris, 139 p., 15 fig., 8 pl.
- Œhlert D.-P. (1891).- Sur l'existence du grès à Sabalites Andegavensis, dans le département de la Mayenne.- Comptes-Rendus du Congrès des Sociétés savantes de Paris et des Départements, Section des Sciences, Comité des Travaux Historiques et Scientifiques (CTHS, Paris, 1891), Journal officiel, 26 mai.
- Œhlert D.-P. (1891).- Sur le genre Spyridiocrinus.- Bulletin de la Société géologique de France, Paris, (3) t. XIX, p. 220-227, pl. 7-8.
- Œhlert D.-P. (1891).- Sur le Silurien inférieur dans les Coëvrons.- Bulletin de la Société géologique de France, Paris, (3) t. XIX, p. 355-361.
- Œhlert D.-P. & Liétard M. (1891).- Note sur les calcaires des environs d'Eaux-Bonnes (Basses-Pyrénées).- Bulletin de la Société géologique de France, Paris, (3) t. XIX, p. 475-479.
- Œhlert D.-P. (1891).- Description de deux crinoïdes nouveaux du Dévonien de la Manche.- Bulletin de la Société géologique de France, Paris, (3) t. XIX, p. 834-853, 5 fig., pl. 18.
- Fischer P. & Œhlert D.-P. (1892).- Brachiopodes provenant des campagnes du yacht l'Hirondelle dans l'Atlantique Nord (Golfe de Gascogne, Açores, Terre-Neuve).- Résultats des Campagnes scientifiques du Prince Albert de Monaco, Monaco, vol. 3 : Brachiopodes de l'Atlantique Nord., fascicule 3 : p. 1-30, 2 pl.
- Fischer P. & Œhlert D.-P. (1892).- Mission scientifique du Cap Horn (1882-1883). Brachiopodes.- Bulletin de la Société d'Histoire naturelle d'Autun, vol. 5, p. 254-334, 25 fig., pl. 8-12.
- Fischer P. & Œhlert D.-P. (1892).- Sur l'évolution de l'appareil brachial de quelques Brachiopodes.- Comptes-Rendus de l'Académie des Sciences de Paris, vol. 65, p. 749-751.
- Œhlert D.-P. (1892).- Description de deux crinoïdes nouveaux du Dévonien de la Manche.- Bulletin du Laboratoire de Géologie de la Faculté des Sciences de Caen, 2e année, no 1, p. 54.
- Œhlert D.-P. (1892).- Sur le genre Spyridiocrinus.- Bulletin du Laboratoire de Géologie de la Faculté des Sciences de Caen, 2e année, no 1, p. 55.
- Œhlert D.-P. (1892).- Sur le Silurien inférieur dans les Coëvrons.- Bulletin du Laboratoire de Géologie de la Faculté des Sciences de Caen, 2e année, no 1, p. 55-56.
- Œhlert D.-P. (1892).- Sur l'existence du grès à Sabalites Andegavensis, dans le département de la Mayenne.- Bulletin du Laboratoire de Géologie de la Faculté des Sciences de Caen, 2e année, no 1, p. 160-161.
- Œhlert D.-P. (1892).- Molluscoïdes. Brachiopodes.- Annuaire géologique universel, Paris, vol. 7, p. 1025-1037.
- Œhlert D.-P. (1893).- Description de la Rhynchonella ? gosseleti (Mourlon).- Annales de la Société géologique de Belgique, Liège, vol. 20, p. 125-132, pl. 3.
- Œhlert D.-P. (1893).- Sur l'existence des Grès à Sabalites Andegavensis dans le département de la Mayenne.- Bulletin du Laboratoire de Géologie de la Faculté des Sciences de Caen, 2e année, no 3, p. 160-161
- Œhlert D.-P. (1894).- Bassin de Laval.- Bulletin des Services de la Carte géologique de France et des Topographies souterraines, Paris, vol. 38, no 6, p. 37-39.
- Bureau L. & Œhlert D.-P. (1895).- Notice explicative de la feuille géologique de Château-Gontier.- Bulletin de la Société des Sciences naturelles de l'Ouest de la France, Nantes, vol. 5, p. 79-92.
- Œhlert D.-P. (1895).- Sur les Trinucleus de l'Ouest de la France.- Bulletin de la Société géologique de France, Paris, (3) t. XXIII, p. 299-336, pl. 1-2.
- Œhlert D.-P. & Bureau L. (1896).- Carte géologique détaillée de la France au 80 000e. Feuille 91, Château-Gontier (février 1896).- Service de la Carte géologique de France, Paris.
- Œhlert D.-P. (1896).- Sur le gisement de quelques roches éruptives et métamorphiques du bassin de Laval.- Comptes-Rendus de l'Académie des Sciences de Paris, vol. 72, p. 263-264.
- Œhlert D.-P. (1896).- Résumé des derniers travaux sur l'organisation et le développement des Trilobites.- Bulletin de la Société géologique de France, Paris, (3) t. XXIV, p. 97-116, 34 fig.
- Œhlert D.-P. (1896).- Feuille de Mayenne, bassin de Villaines.- Bulletin des Services de la Carte géologique de France et des Topographies souterraines, Comptes-Rendus des Collaborateurs pour la Campagne 1895-1896, Paris, vol. 44, no 7, p. 48-52.
- Œhlert D.-P. (1896).- Uralichas ribeiroi des schistes d'Angers.- Mémoires de la Société géologique de France, Paléontologie, Paris, mém. no 16, p. 1-9, pl. 1.
- Œhlert D.-P. (1896).- Fossiles dévoniens de Santa-Lucia (Espagne).- Bulletin de la Société géologique de France, Paris, (3) t. XXIV, p. 814-875, 12 fig., pl. 26-28 (1897).
- Œhlert D.-P. (1896).- Analyse de "Sur les Trinucleus de l'Ouest de la France", de D.-P. Œhlert.- Bulletin de la Société linnéenne de Normandie, Caen, (4) vol. 10, p. 42-44 (1897).
- Œhlert D.-P. (1897).- Feuille de Mayenne. Bassin de Laval.- Bulletin des Services de la Carte géologique de France et des Topographies souterraines, Comptes-Rendus des Collaborateurs pour la Campagne 1896-1897, Paris, vol. 58, p. 327-331.
- Œhlert D.-P. (1897).- Feuille de Mayenne.- Bulletin des Services de la Carte géologique de France et des Topographies souterraines, Paris, vol. 59, 2 p.
- Œhlert D.-P. (1898).- Feuilles de Mayenne et de La Flèche.- Bulletin des Services de la Carte géologique de France et des Topographies souterraines, Paris, vol. 63, no 10, 3 p.
- Œhlert D.-P. & Bigot A. (1898).- Note sur le massif silurien d'Hesloup.- Bulletin de la Société géologique de France, Paris, (3) t. XXVI, p. 82-104, 1 carte.
- Œhlert D.-P. & Bigot A. (1900).- Carte géologique détaillée de la France au  80000e. Feuille 77, Mayenne.- Service de la Carte géologique de la France, Paris.
- Œhlert D.-P. (1900).- Sur la géologie des environs de Châteaubriant.- Bulletin de la Société géologique de France, Paris, (3) t. XXVIII, p. 557-558.
- Œhlert D.-P. (1900).- Feuille de Laval.- Bulletin des Services de la Carte géologique de France et des Topographies souterraines, Comptes-Rendus des Collaborateurs pour la Campagne 1899, Paris, vol. 73, no 11, 4 p.
- Œhlert D.-P. (1900).- Excursion dans la Mayenne.- Livret-guide du Congrès géologique international, Paris 1900, Le Bigot, Lille, 24 p., 10 fig., 4 cartes autographiées.
- Œhlert D.-P. (1901).- Fossiles dévoniens de Santa-Lucia (Province de Léon, Espagne).- Bulletin de la Société géologique de France, Paris, (4) t. I, p. 233-250, pl. 6.
- Œhlert D.-P. (1901).- Sur la publication par reproduction des types décrits et figurés antérieurement.- Comptes-Rendus du Congrès géologique international, Paris, 1900, 8e session, vol. 1, p. 275-281.
- Œhlert D.-P. (1902).- Feuille de Laval.- Bulletin des Services de la Carte géologique de France et des Topographies souterraines, Comptes-Rendus des Collaborateurs pour la Campagne 1901, Paris, vol. 85, no 12, p. 37-41 (1904).
- Bigot A. & Œhlert D.-P. (1903).- Note préliminaire sur le Dinantien d'Argentré (Ille-et-Vilaine).- Bulletin de la Société linnéenne de Normandie, Caen, (5) vol. 7, p. 238-239.
- Œhlert D.-P. (1903).- Géologie de la Mayenne. In : Introduction au Dictionnaire historique, topographique et biographique de la Mayenne, par l'Abbé Angot.- Goupil, Laval, 24 p.
- Œhlert D.-P. (1903).- Crustacea : Ogygia guettardi Brongniart (1822).- Palæontologia universalis, Laval, série 1, fascicule 1, Fiche 4-4a.
- Œhlert D.-P. (1903).- Brachiopoda : Terebratula undata Defrance (1828).- Palæontologia universalis, Laval, série 1, fascicule 1, Fiche 12-12a.
- Œhlert D.-P. (1903).- Brachiopoda : Spirifer venus d'Orbigny (1850).- Palæontologia universalis, Laval, série 1, fascicule 1, Fiche 13-13a.
- Œhlert D.-P. (1904).- Brachiopoda : Criania striata Defrance (1818).- Palæontologia universalis, Laval, série 1, fascicule 2, Fiche 22-22a.
- Œhlert D.-P. (1904).- Brachiopoda : Crania parisiensis Defrance (1818).- Palæontologia universalis, Laval, série 1, fascicule 2, Fiche 23-23a.
- Œhlert D.-P. (1904).- Observations au sujet d'une note de M. Ch. Pellegrin sur la géologie du bassin de Laval.- Bulletin de la Société géologique de France, Paris, (4) vol. 4, p. 687-695.
- Œhlert D.-P. (1904).- Palæontologia universalis, 2e livraison, publiée par le Secrétaire de la Commission.- Revue critique de Paléozoologie, Paris, 8e année, no 4, p. 229-230.
- Œhlert D.-P. & Bigot A. (1905).- Feuille de Laval de la Carte géologique détaillée de la France. Notice explicative.- Bulletin de la Société linnéenne de Normandie, Caen, (5) vol. 9, p. 225-246 (1906).
- Œhlert D.-P., Bigot A. & Matte H. (1906).- Carte géologique détaillée de la France au 80e. Feuille de Laval (octobre 1906).- Service de la Carte géologique de la France, Paris.
- Œhlert D. (1906).- Note sur les Brachiopodes recueillis au cours de l'expédition antarctique française commandé par le Dr J. Charcot.- Bulletin du Muséum national d'Histoire naturelle de Paris, vol. 12, no 7, p. 555-557.
- Œhlert D.-P. (1908).- Excursion dans les Coëvrons (21 juillet 1907).- Bulletin de Mayenne-Sciences, Laval, 1907, p. 34-37, 1 carte.
- Œhlert D.-P. (1908).- Sur les minerais de fer ordoviciens de la Basse-Normandie et du Maine.- Comptes-Rendus de l'Académie des Sciences de Paris, vol. 146, p. 515-517.
- Œhlert D.-P. (1908).- Brachiopodes. In : Joubin L., Herubel M. A. & Œhlert D.-P. (éds.), Expédition antarctique française (1903-1905) commandée par le Dr Jean Charcot. Vers et brachiopodes.- Masson, Paris, p. 1-3, pl. 1.
- Œhlert D.-P. (1909).- Tectonique des terrains paléozoïques au nord-ouest et au nord de Sablé (Sarthe).- Comptes-Rendus de l'Académie des Sciences de Paris, vol. 148, p. 391-393.
- Œhlert D.-P. (1909).- Livret-guide de la Réunion extraordinaire de la Société géologique de France dans la Mayenne et la Sarthe (28 août-7 septembre).- Goupil, Laval, 78 p.
- Œhlert D.-P. (1909). In : Réunion extraordinaire de la Société géologique de France dans la Sarthe et la Mayenne, (Evron, Sillé-le-Guillaume, Sablé, Laval) du 28 août au 7 septembre 1909.- Bulletin de la Société géologique de France, (4) vol. 9, p. 545-672 (1912). Cette Réunion a fait l'objet d'un tiré-à-part sous la couverture : Œhlert D. & †Œhlert P. (1911).- Compte-rendu de la Réunion extraordinaire de la Société géologique de France dans la Sarthe et la Mayenne du 28 août au 7 septembre 1909. Société géologique de France, Paris, et paginé de 545 à 675.
- Œhlert D.-P. (1910).- Géologie des environs de Changé.- Bulletin de Mayenne-Sciences, Laval, 1909, p. 22-32, 1 carte.
- Œhlert D.-P., Bigot A., Matte H. & Bizet P. (1911).- Carte géologique détaillée de la France au 80e, no 92. Feuille de la Flèche (juillet 1911).- Service de la Carte géologique de la France, Paris.
- Bigot A. & Œhlert D.-P. (1910-1911).- Notice explicative de la feuille La Flèche (92) de la Carte géologique de France.- Bulletin de la Société linnéenne de Normandie, Caen, (6), vol. 4, p. 81-102 (1913).
- Œhlert D. (1912).- Notes géologiques sur la partie du bassin houiller de Saint-Pierre-la-Cour parcourue le 11 juin 1911.- Bulletin de Mayenne-Sciences, Laval, 1911, p. 30-37.

## Taxons
- Areostrophia
- Amphigenia
- Antirhynchonella
- Athyris
- Bultynckia
- Cadomella
- Chonetes
- Conchidium
- Cryphina
- Cyrtina intermedia
- Cyrtina pauciplicata
- Davoustia
- Douvillina
- Dyscolia
- Etheridgina
- Eucalathis
- Eucalathis ergastica
- Fascicostella
- Gryphus
- Neoobolus
- Leptaena
- Linguopugnoides
- Megerlia
- Neopaulinella
- Orthis
- Pentamerus
- Peregrinella
- Petrocrania
- Plicostropheodonta
- Proboscidella
- Reticulariopsis
- Rhipidomella
- Rhynchonella
- Rhynchorina
- Rhynchopora
- Rhynchotreta
- Sieberella
- Struveina
- Spirifer
- Stropheodonta
- Strophochonetes
- Terebratula
- Uncites

## Décorations
- Médaille d'argent pour ses travaux de géologie par le Comité des Sociétés savantes du ministère de l'Instruction publique en février 1880.
- Médaille d'argent à la Réunion des Sociétés savantes le 22 avril 1880.
- La Société Géologique de France lui décerne en avril 1881 le prix Viquesnel.

Commission historique et archéologique, Préfecture
- Officier des Palmes académiques en avril 1882 ; puis, en décembre 1886, correspondant du Ministère de l'Instruction publique
- Chevalier de la Légion d'honneur le 19 avril 1895 et reçoit la décoration lors du Congrès des Sociétés savantes (CTHS) la même année
- Officier de la Légion d'honneur le 2 mars 1912, l'année du cinquantenaire de ces congrès ; il est alors président de la Société géologique de France

## Hommages
- La municipalité de Laval a donné à l'ancienne rue du Palais, le nom de rue Daniel-Œhlert, et depuis le 4 décembre 2010, cette voie s'appelle rue Pauline et Daniel Œhlert ; située dans le centre-ville de Laval, elle débouche à côté du Musée du Vieux-Château, place de la Trémoille.
- Université de Rennes : une des salles du laboratoire de géologie de l'Université de Rennes porte le nom de Daniel Œhlert[19].

### Iconographie
- Portrait de Pauline, née Crié, et Daniel Victor Œhlert - Photographie, Collection Musée du Vieux-Château (Laval).
- Portrait de Daniel Oehlert , pastel de 1917 par Ludovic Alleaume, conservé au Musée du Vieux-Château (Laval)[20]